# John Gibbon
John Gibbon (Holmesburg, 20 aprile 1827 – Baltimora, 6 febbraio 1896) è stato un generale statunitense che combatté la guerra di secessione americana e le guerre indiane.

## Gioventù
Gibbon nacque nel quartiere Holmesburg di Filadelfia in Pennsylvania, quarto figlio dei dieci del dottor John Heysham Gibbons e di Catharine Lardner Gibbons. Quando Gibbon era circa undicenne la sua famiglia si trasferì nei pressi di Charlotte (Carolina del Nord) dopo che il padre ottenne l'incarico di capo assaggiatore della zecca statunitense. Terminò gli studi alla United States Military Academy nel 1847 e divenne brevetto sottotenente del 3º artiglieria. Prestò servizio nella guerra messico-statunitense senza però combattere, tentando di mantenere la pace tra Seminole e coloni della Florida meridionale ed insegnando tattica d'artiglieria a West Point dove nel 1859 scrisse The Artillerist's Manual. Il manuale era un trattato altamente scientifico sui cannoni e fu usato da entrambi gli schieramenti durante la guerra di secessione. Nel 1855 Gibbon sposò Francis "Fannie" North Moale, dalla quale ebbe quattro figli: Frances Moale Gibbon, Catharine "Katy" Lardner Gibbon, John Gibbon Junior (che morì bambino) e John S. Gibbon.

## Guerra di secessione americana
Quando scoppiò la guerra tra gli stati, Gibbon stava prestando servizio come capitano della batteria B, 4º artiglieria a Camp Floyd nello Utah. Nonostante il fatto che il padre fosse proprietario di schiavi e che tre dei suoi fratelli, due cognati ed il cugino James Johnston Pettigrew combatterono con i confederati, Gibbon scelse di giurare fedeltà all'Unione. Quando giunse a Washington Gibbon, ancora al comando del 4º artiglieria, divenne capo dell'artiglieria per il maggior generale Irvin McDowell. Nel 1862 fu nominato generale di brigata dei volontari e comandò la brigata di occidentali nota come King's Wisconsin Brigade. Gibbon addestrò subito le proprie truppe e ne migliorò l'aspetto, ordinando loro di indossare ghette bianche e i caratteristici cappelli Hardy neri del 1858 in uso presso l'esercito regolare. I cappelli gli fecero guadagnare il soprannome di Brigata Cappello Nero (Black Hat Brigade). Guidò la brigata in azione contro la famosa brigata Stonewall Confederata nella battaglia della fattoria Brawner, preludio della seconda battaglia di Bull Run. Gibbon comandò la brigata nella battaglia di Antietam, dove fu obbligato a rinunciare temporaneamente al comando per manovrare personalmente un pezzo d'artiglieria nella sanguinosa battaglia del Cornfield. Era ancora al comando della brigata durante la dura carica sulla collina nella battaglia di South Mountain, in cui il maggior generale Joseph Hooker esclamò che quegli uomini "combattono come il ferro". Da allora la brigata fu nota come "Brigata di Ferro".

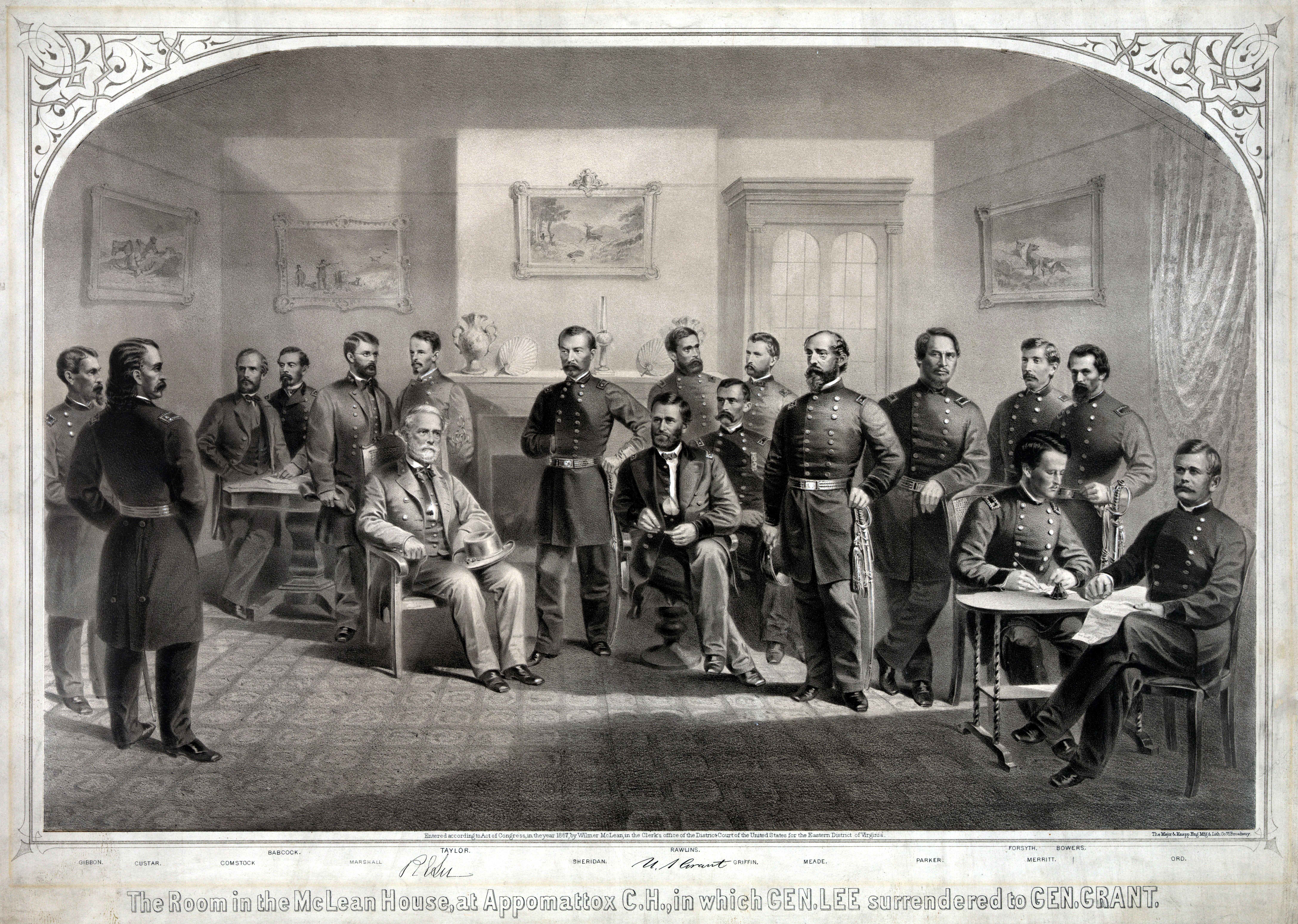
Gibbon (estrema sinistra) nella resa di Lee ad Appomattox

Gibbon fu promosso al comando della 2ª divisione del I Corpo nella battaglia di Fredericksburg, dove fu ferito. La ferita non era grave ma si infettò, per cui Gibbon fu escluso dall'azione per alcuni mesi. Poco dopo essere tornato in servizio seppe dell'improvvisa morte del figlio John Gibbon Junior. Gibbon tornò per la battaglia di Chancellorsville, ma la sua divisione fu messa in riserva e combatté poco. Nella battaglia di Gettysburg comandò la 2ª divisione del II Corpo e, temporaneamente, l'intero corpo l'1 e 2 luglio 1863, quando il maggior generale Winfield Scott Hancock fu messo a capo di unità maggiori. Alla fine del consiglio di guerra nella notte del 2 luglio, il comandante dell'esercito maggior generale George G. Meade prese da parte Gibbon e gli disse: "Se Lee attacca domani, sarà sul nostro fronte". E la sua divisione sopportò il peso dei combattimenti nella difesa contro la carica di Pickett del 3 luglio, quando Gibbon fu nuovamente ferito. Mentre guariva comandò un deposito a Cleveland, partecipò all'inaugurazione del cimitero nazionale dei soldati e seppe del discorso di Gettysburg tenuto da Abraham Lincoln con l'amico ed aiutante tenente Frank Aretas Haskell.
Gibbon tornò al comando della 2ª divisione nelle battaglie di Wilderness, Spotsylvania Court House e Cold Harbor. Durante l'assedio di Petersburg Gibbon perse la fiducia quando i suoi uomini si rifiutarono di combattere a Ream's Station. Comandò per breve tempo il XVIII Corpo prima di andare in congedo per malattia ma, essendo il suo servizio troppo prezioso, tornò al comando del neonato XXIV Corpo dell'Armata del James. Le sue truppe aiutarono ad ottenere lo sfondamento vincente a Petersburg, conquistando Fort Gregg, parte delle difese Confederate. Guidò gli uomini nella campagna di Appomattox e bloccò la fuga Confederata nella battaglia di Appomattox. Fu uno dei tre commissari della resa Confederata.

## Guerre indiane
Gibbon rimase nell'esercito dopo la guerra. Tornò nell'esercito regolare col grado di colonnello e fu messo al comando della fanteria di Fort Ellis nel territorio del Montana durante la campagna contro i Sioux del 1876. Gibbon, il generale George Crook ed il generale Alfred Terry condussero una campagna coordinata contro Sioux e Cheyenne, ma Crook fu respinto nella battaglia del Rosebud, e Gibbon non era vicino quando il tenente colonnello George Armstrong Custer attaccò un grosso villaggio sulle rive del fiume Little Bighorn. La battaglia del Little Bighorn portò alla morte di Custer e di 261 dei suoi uomini. L'arrivo di Gibbon il 26 luglio probabilmente salvò la vita alle centinaia di uomini comandati da Marcus Reno e tuttora sotto assedio. Gibbon giunse il giorno dopo ed aiutò a seppellire i morti e ad evacuare i feriti.
Gibbon era ancora al comando in Montana l'anno dopo quando ricevette un telegramma dal generale Oliver O. Howard in cui gli si chiedeva di bloccare i Nasi Forati che avevano lasciato l'Idaho inseguiti da Howard. Gibbon trovò i Nasi Forati nei pressi del fiume Big Hole in Montana occidentale. Nella battaglia del Big Hole gli uomini di Gibbon inflissero e subirono molti caduti, e Gibbon fu bloccato dai cecchini indiani. I Nasi Forati si ritirarono in ordine dopo il secondo giorno di battaglia. In risposta all'urgente richiesta di aiuto di Gibbon, il generale Howard ed un'avanguardia giunsero il giorno dopo sul campo di battaglia. Gibbon, a causa dei caduti e di una ferita subita, non fu in grado di continuare l'inseguimento dei Nasi Forati.

## Ultima parte di carriera e pensione
Gibbon fu per breve tempo comandante del dipartimento del Platte nel 1884. Fu promosso generale di brigata dell'esercito regolare nel 1885 ed assunse il comando del dipartimento della Columbia che controllava tutto il Pacifico nordoccidentale. Si trasferì a Seattle, sotto la legge marziale durante le rivolte anti-cinesi del 1886. Dal 1890 Gibbon fu anche a capo della divisione militare dell'Atlantico. A Gibbon fu chiesto di congedarsi per raggiunti limiti di età nel 1891.
Gibbon fu presidente della Iron Brigade Association e comandante in capo del Military Order of the Loyal Legion of the United States dall'ottobre 1895 alla morte dell'anno successivo. Tenne il discorso di commiato a West Point alla classe del 1886.

## Morte e retaggio
John Gibbon morì a Baltimora, in Maryland, e fu sepolto nel cimitero nazionale di Arlington. Oltre al suo famoso Artillerist's Manual del 1859, fu autore di Personal Recollections of the Civil War (pubblicato postumo nel 1928) e di Adventures on the Western Frontier (anch'esso postumo nel 1994) oltre a numerosi articoli in riviste e giornali nei quali descriveva il suo periodo nell'ovest e forniva opinioni sulle politiche governative riguardo agli indiani.
Il 3 luglio 1988, 125º anniversario della battaglia di Gettysburg, una statua in bronzo di John Gibbon fu inaugurata nel Gettysburg National Military Park nei pressi del sito in cui fu ferito durante la carica di Pickett.
La città di Gibbon in Minnesota centro-meridionale prende il nome da lui, così come Gibbon (Oregon), Gibbon (Nebraska) e Gibbon (Washington). Il fiume Gibbon e le cascate del parco nazionale di Yellowstone portano il suo nome per la spedizione del 1872 che vi condusse.

## Nella cultura di massa
Gibbon viene ritratto nel film Gettysburg del 1993 di Emile O. Schmidt.